# Mark Pleško
Mark Pleško, slovenski fizik in podjetnik, * 1961. 
Mark Pleško je slovenski fizik in strokovnjak za nadzorne sisteme jedrskih pospeševalnikov in naprav za zdravljenje raka s pomočjo delcev. Leta 2001 je soustanovil podjetje Cosylab, ki je postalo vodilno na področju razvoja nadzornih sistemov za velike fizikalne pospeševalnike in medicinske naprave. 
Pleško je diplomiral, magistriral in doktoriral iz fizike osnovnih delcev na Univerzi v Ljubljani v letih 1983, 1985 in 1987. Leta 1996 je z odliko zaključil šolanje MBA na IEDC Bled. Poleg vodenja Cosylaba je aktiven tudi v drugih organizacijah.
- Član in predsednik Inženirske akademije Slovenije do leta 2023[4]
- Predsednik upravnega odbora Instituta Jožef Stefan[5]
- Podpredsednik Sveta za znanost in tehnologijo Republike Slovenije[6][7]

Pleško je investiral v več kot 15 zagonskih podjetij. Za svoje delo je prejel več priznanj, med drugim nagrado Evropskega fizikalnega društva leta 2001, nagrado Gospodarske zbornice Slovenije za izjemne poslovne in podjetniške dosežke leta 2017 ter nagrado Alumni leta 2018 IEDC.